# Leo Belgicus (kaart)
Leo Belgicus is Latijn voor 'de Nederlandse leeuw'. Deze werd gebruikt in zowel heraldiek als cartografie om de Nederlanden (het huidige Nederland, België, Luxemburg en een klein deel van Noord-Frankrijk) te symboliseren in de vorm van een leeuw.
Het is een cartografische conventie waarbij de Nederlanden in de vorm van een leeuw werden afgebeeld.
Voor het eerst werd dit getekend in 1583 door de Oostenrijkse cartograaf Michael von Aitzing  (1530-1535? - 1598) en daarna is het thema vele malen gekopieerd.
De beroemdste Leo Belgicus is die van Claes Jansz. Visscher uit 1609. Die gaf ook een leeuwenkaart uit van het graafschap Holland.

De leeuw was een veel gebruikt heraldisch dier in de Nederlanden: Brabant, Vlaanderen, Zeeland, Holland, Gelre, Henegouwen, Limburg, Namen en Luxemburg hadden er één in het blazoen. Ook de Unie van de Republiek der Zeven Verenigde Nederlanden koos een leeuw, "Generaliteitsleeuw" geheten als wapendier. Nu siert een Nederlandse Leeuw een Ridderorde en is in het Rijkswapen van Nederland, België en Luxemburg een leeuw afgebeeld.
De "Leo Belgicus" is een zeer geliefde kaart bij verzamelaars. Oude exemplaren brengen vaak vele tienduizenden euro op.

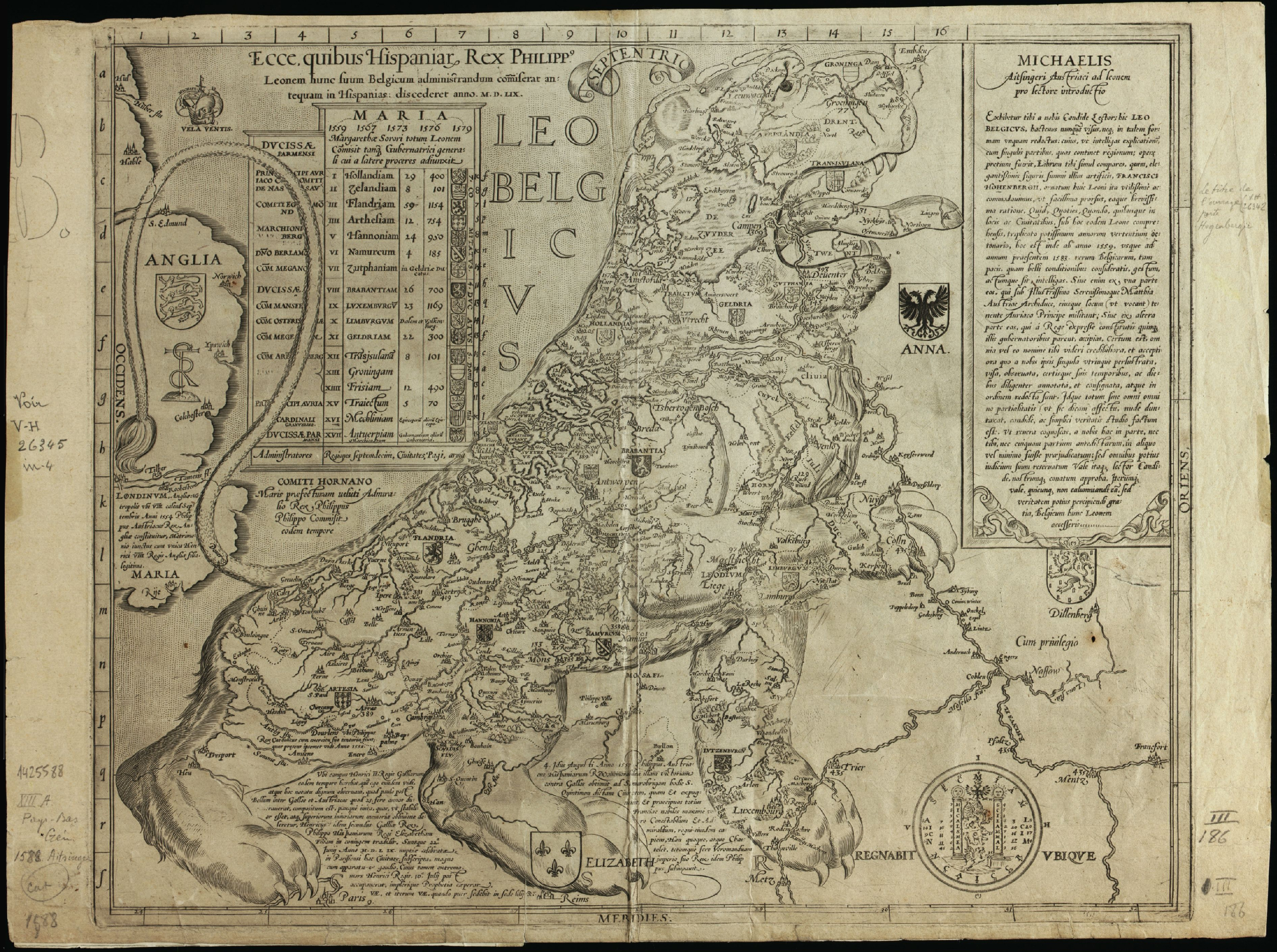
Leo door Aitsinger/Hogenberg 1583
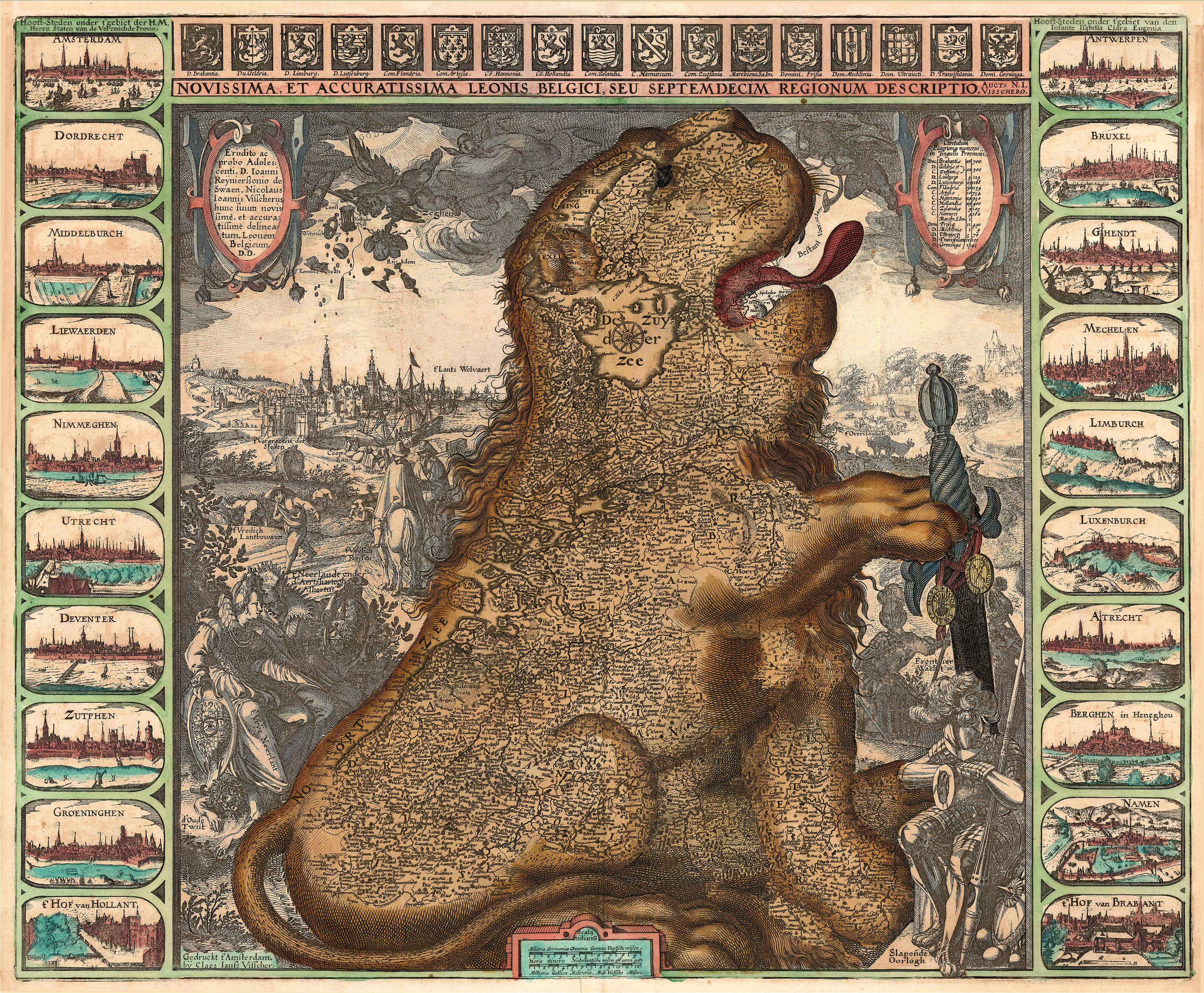
Leo door Claes Jansz. Visscher 1609
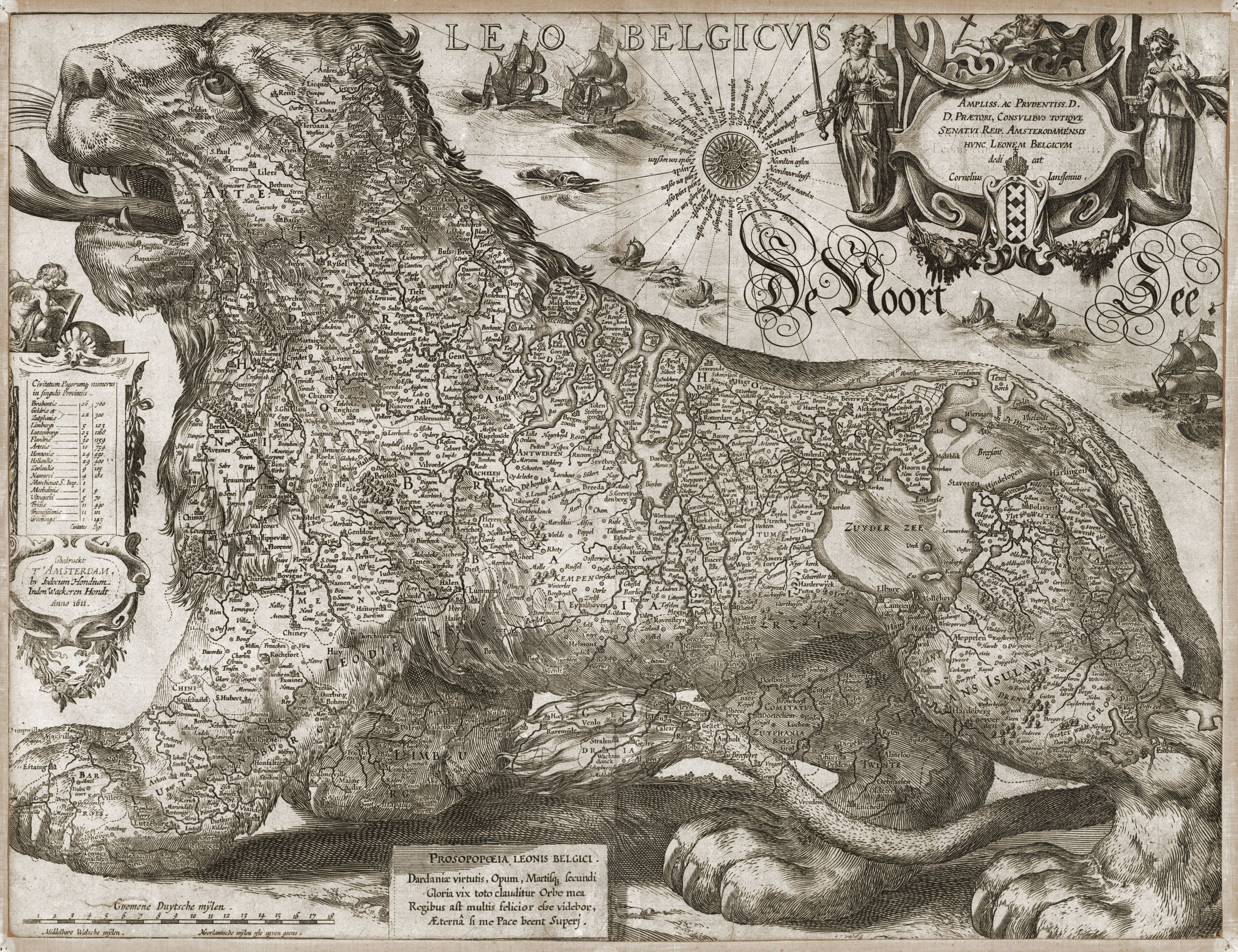
Leo door Jodocus Hondius 1611
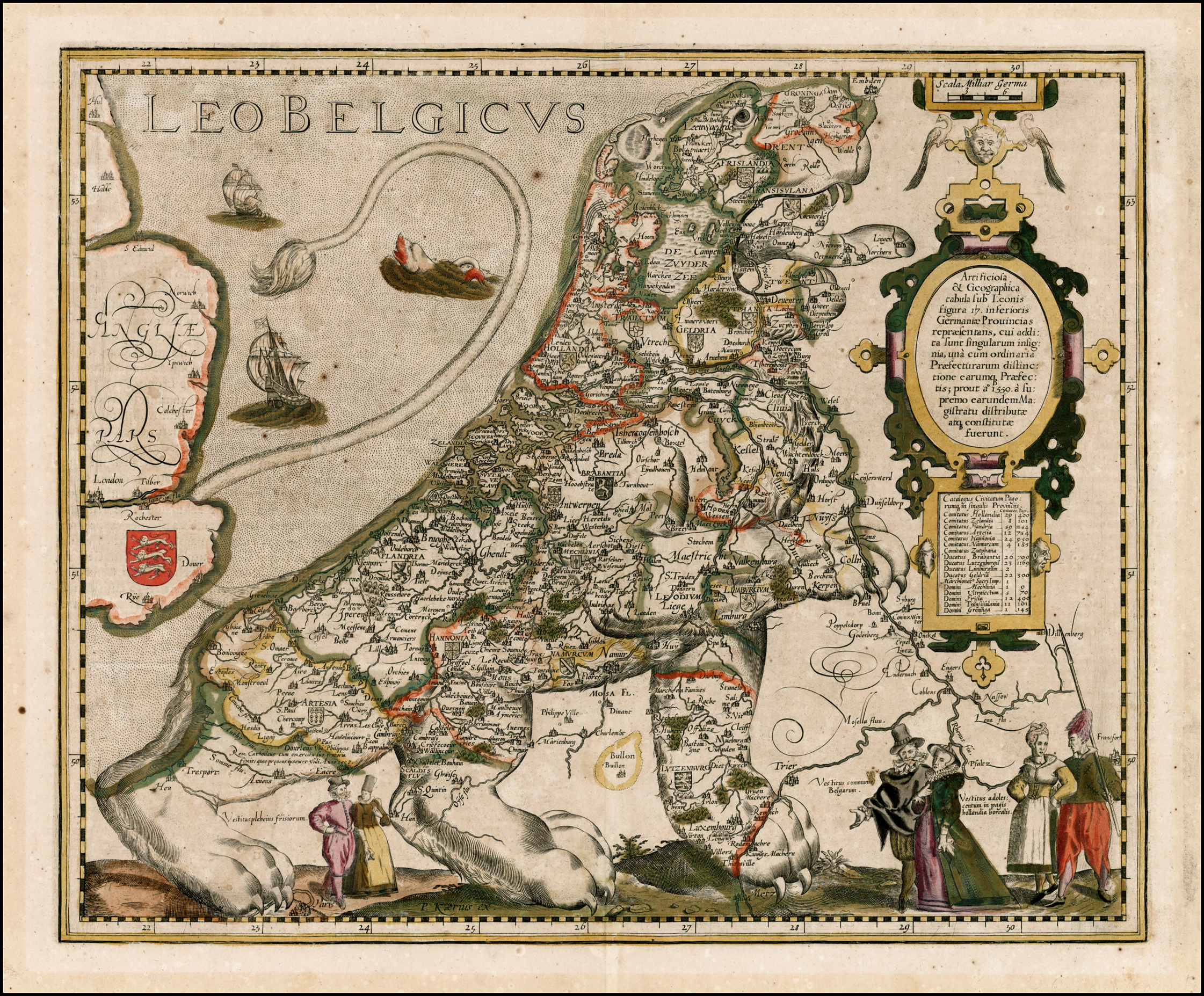
Leo door Pieter van der Keere (Kaerius) 1617
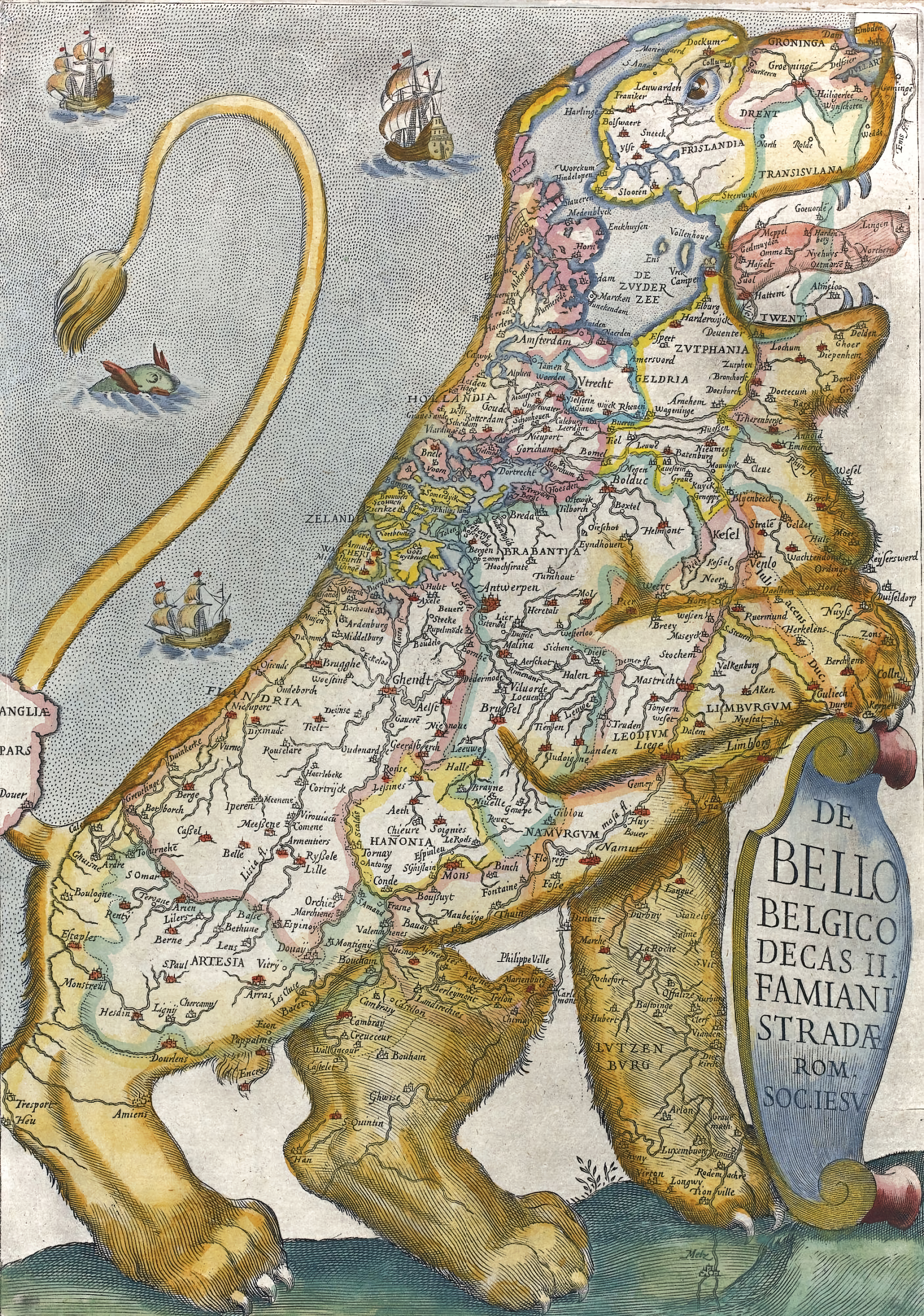
Leo door Stradae 1647
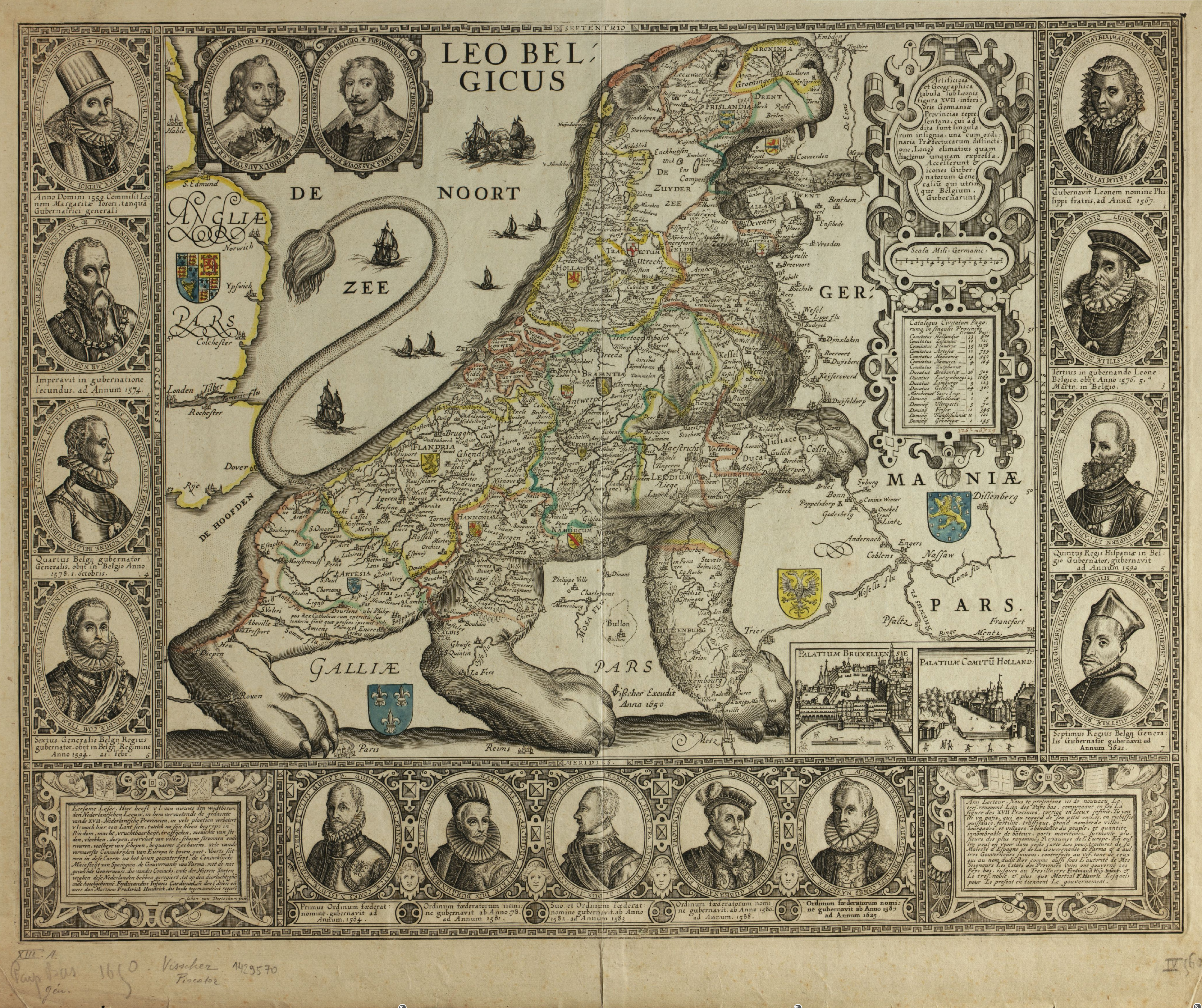
Leo door Visscher 1650
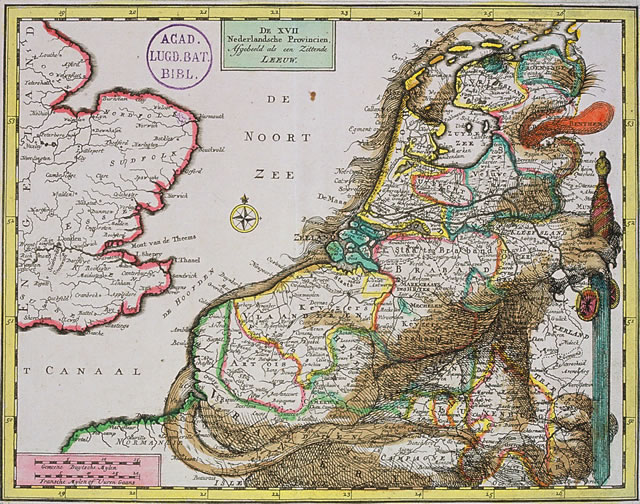
Leo door Schenk 1707

## Leo Hollandicus
Er bestaat ook een kaart van Visscher die enkel het graafschap Holland beslaat, de Leo Hollandicus:

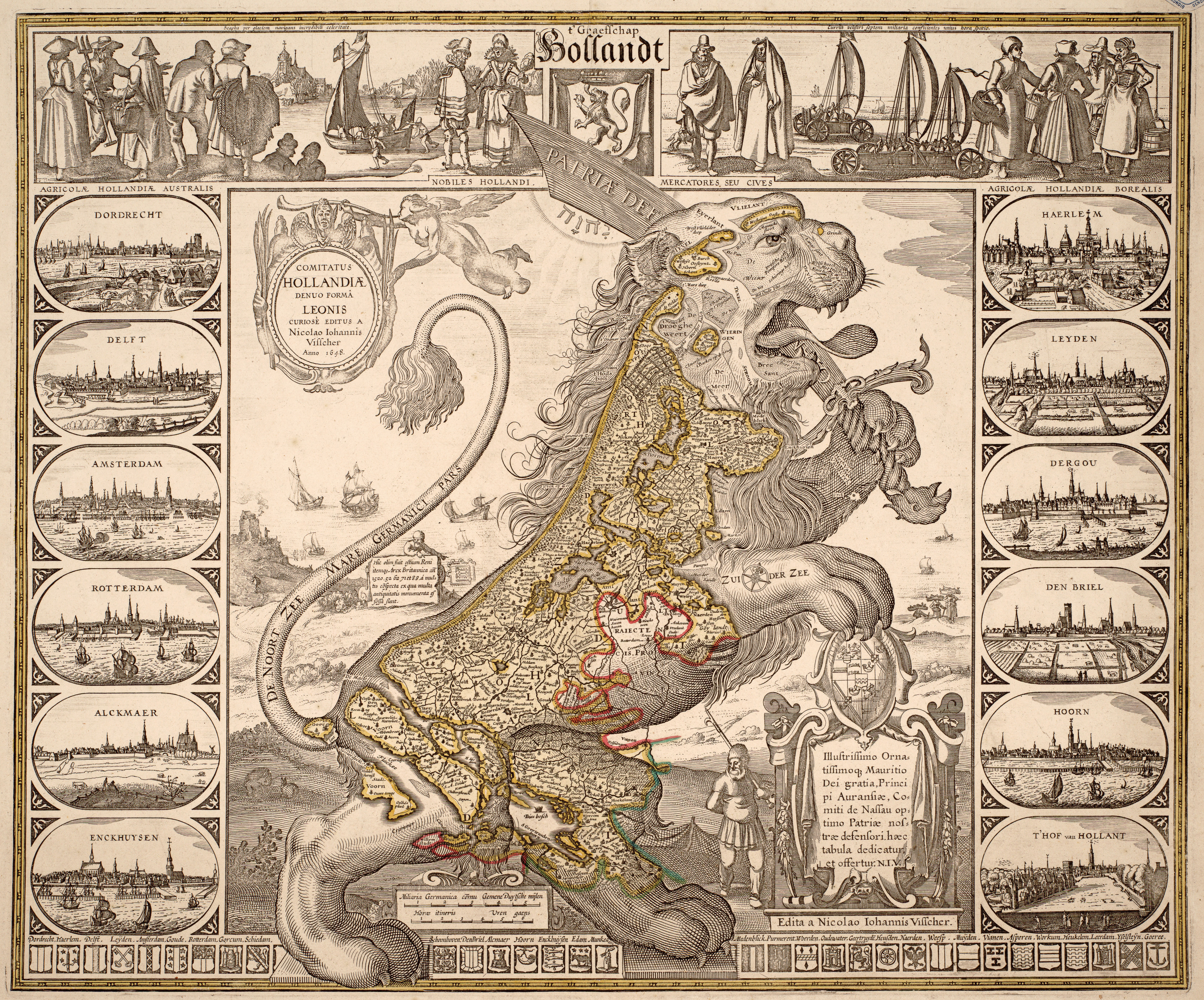
Leo Hollandicus door Visscher, 1648
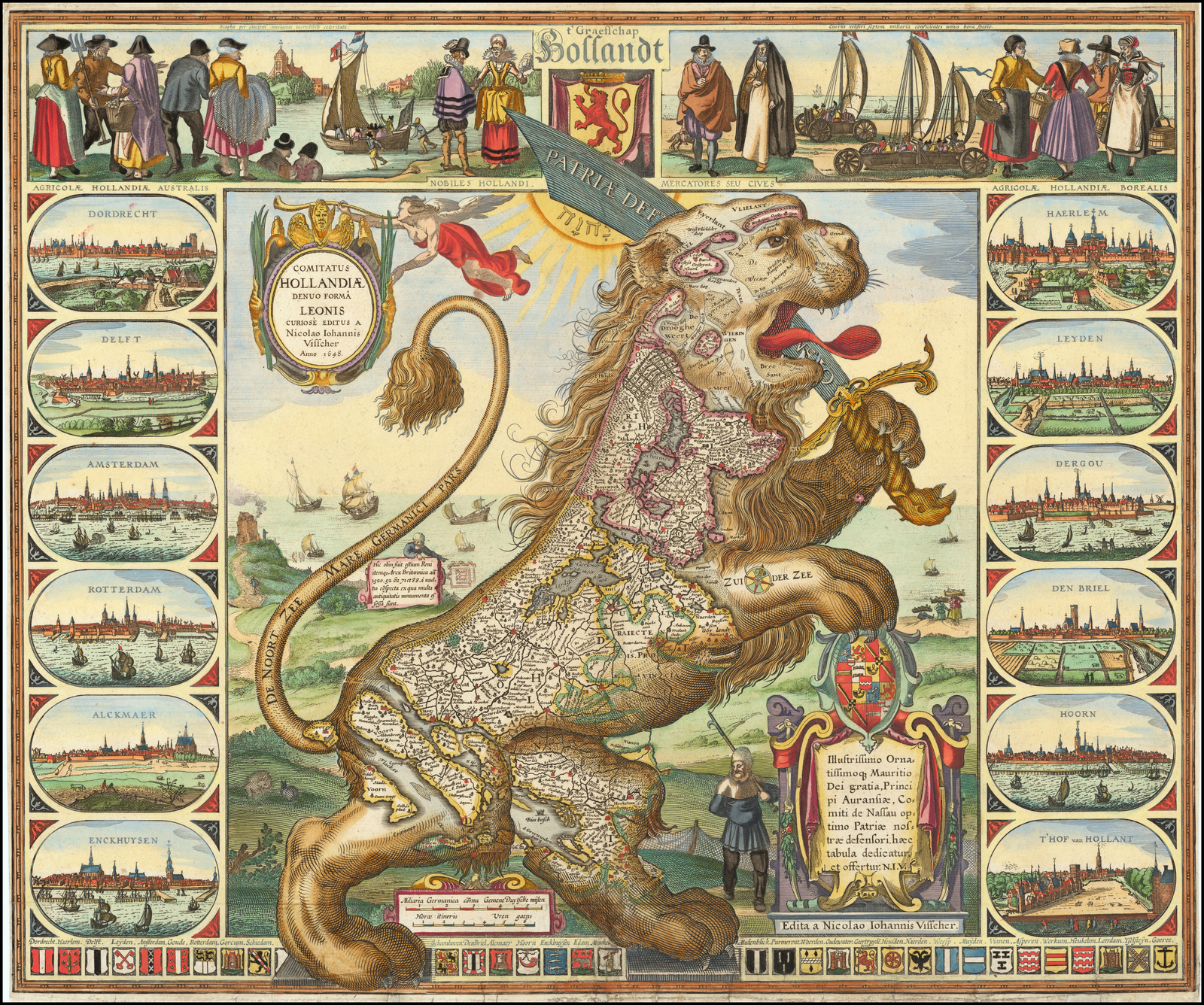
Leo Hollandicus door Visscher